# 8491 Joelle-gilles
8491 Joelle-gilles è un asteroide della fascia principale. Scoperto nel 1989, presenta un'orbita caratterizzata da un semiasse maggiore pari a 2,4139164 UA e da un'eccentricità di 0,1552355, inclinata di 1,86614° rispetto all'eclittica.